# Simyra autumna
Simyra autumna är en fjärilsart som beskrevs av Pierre Chrétien 1911. Simyra autumna ingår i släktet Simyra och familjen nattflyn. Inga underarter finns listade i Catalogue of Life.